# Донская повесть
«Донская повесть» — советский художественный фильм-драма, поставленный на «Ленфильме» в 1964 году кинорежиссёром Владимиром Фетиным по мотивам рассказов «Шибалково семя» и «Родинка» Михаила Шолохова.

## Сюжет
Красноармеец пытается накормить грудного ребёнка кобыльим молоком. В следующих сценах он оказывается пулемётчиком с тачанки красной сотни Кошевого, который преследует банду Кошевого (своего однофамильца). Впрочем, младенец мешает несению воинской службы, и он отдаёт его в детский дом. Там он рассказывает предшествующую историю о его матери Дарье, которую нашли на мельнице. Она признаётся, что была изнасилована бандитами. Пулемётчик Яков берёт её на поруку, но женщина действует на отряд деморализующе. Командир уже думает оставить её в ближайшей станице, но во время боя она спасает тачанку, которую понесли испуганные кони. Дарья становится кучером тачанки и соблазняет Якова. Тем не менее, оказавшись в районе родного хутора, она сообщает «сродникам» о том, что в красном отряде закончились патроны. Будучи беременной, она просит Якова уйти с ней. Казаки нападают на отряд красных и практически полностью его уничтожает. Драматичной является сцена, где казаки разрешают оркестру красных играть Интернационал и расстреливают музыкантов во время исполнения мелодии. Якову и Дарье удаётся уйти и найти остатки отряда, включая смертельно раненного командира. Дарья начинает рожать и признаётся Якову, что именно из-за неё казаки совершили нападение на отряд красных, поскольку точно знали про отсутствие у тех боеприпасов. Яков рассказывает о предательстве остатку отряда. Боец Чубуков требует немедленной смерти Дарьи, другие говорят, что самосуд уподобит их банде, и потому решают отложить дело. Яков возвращается к Дарье, отнимает у неё ребёнка и убивает её из винтовки. Для Якова теперь ребёнок — единственный родной человек, хотя Чубуков говорит ему, что отцом ребёнка может быть сам атаман из банды. Поскольку младенец не может без грудного молока, то Яков пытается пристроить его к молодой казачке с ребёнком, но та отказывается быть «дойной коровой». Она прогоняет «красного казачка», но Яков с помощью нагана принуждает женщину к грудному вскармливанию. На этом история заканчивается, и Яков прощается с ребёнком в стенах детского дома. Напоследок, он называет его имя: Николка (так звали погибшего командира красной сотни).

## В ролях
| Актёр                 | Роль                                        |
| --------------------- | ------------------------------------------- |
| Евгений Леонов        | Яков Шибалок                                |
| Людмила Чурсина       | Дарья                                       |
| Александр Блинов      | Николка Кошевой, командир эскадрона (сотни) |
| Борис Новиков         | Иван Чубуков                                |
| Николай Мельников     | Алёха                                       |
| Валентина Владимирова | Фрося                                       |
| Алексей Грибов        | старый казак Кузьмич                        |
| Лилия Гурова          | заведующая Низовским детским домом          |
| Сергей Ляхницкий      | красный командир                            |
| Леонид Пархоменко     | белый казак                                 |
| Георгий Сатини        | главарь банды                               |
| Георгий Штиль         | Зотов                                       |

В массовых съёмках фильма принимали участие казаки нижнего Дона.

## Съёмочная группа
- автор сценария — Арнольд Витоль
- постановка — Владимира Фетина
- главный оператор — Евгений Кирпичёв
- главный художник — Алексей Рудяков
- режиссёр — Лев Махтин
- композитор — Василий Соловьёв-Седой

## Признание и награды
- По итогам ежегодного конкурса зрителей, проводимого журналом «Советский экран», Людмила Чурсина заняла 2 место среди лучших актрис года (1964).
- Приз фильму и Почётный приз «Серебряный павлин» за лучшее исполнение мужской роли Евгению Леонову на III МКФ в Нью-Дели, Индия (1965).
- Вторая премия за исполнение мужской роли Е. Леонову на II ВКФ (1966).